# Fallen (gruppo musicale)
I Fallen sono un gruppo doom metal norvegese formato nel 1996 da un nucleo di musicisti (Anders Eek, Christian Loos e Kjetil Ottersen) facenti parte dei Funeral, risultandone di fatto una sorta di progetto parallelo. 

## Storia
Il gruppo ha esordito pubblicando prima un demo nel 2004, seguito nello stesso anno dall'unico full length pubblicato, A Tragedy's Bitter End. Dopo la morte nel 2006 del chitarrista Christian Loos non è più uscito alcun album, se non nel 2015 la raccolta omonima, a cura della Solitude Productions, che includeva, oltre ai brani contenuti nel full length, anche due tracce inedite destinate a un successivo album rimasto incompleto.
Nel 2023 Anders Eek ha annunciato una ripresa dell'attività della band con l'ingresso di nuovi musicisti e la successiva pubblicazione di un nuovo album.

## Formazione

### Formazione attuale
- Anders Eek - Batteria
- Déhà - Chitarra Basso Tastiere (dal 2023)
- Carlos D'Agua - Voce (dal 2023)

### Ex componenti
- Christian Loos - Chitarra (1996 - 2006)
- Kjetil Ottersen - Chitarra Voce (1996 - 2006)

## Discografia

### Demo
- 2004 - Demo 04

### Album in studio
- 2004 - A Tragedy's Bitter End

### Raccolte
- 2015 - Fallen